# Bahrain Ministry Of Interior Tennis Challenger 2024 - Doppio
Il doppio del torneo di tennis professionistico Bahrain Ministry Of Interior Tennis Challenger 2024, facente parte della categoria Challenger 125 nell'ambito dell'ATP Challenger Tour 2024, si è giocato dal 12 al 18 febbraio a Manama, in Bahrain. Patrik Niklas-Salminen e Bart Stevens erano i detentori del titolo ma solo Niklas-Salminen ha scelto di partecipare con Vasil Kirkov.
In finale Sergio Martos Gornés e Petros Tsitsipas hanno sconfitto Vasil Kirkov e Patrik Niklas-Salminen con il punteggio di 3–6, 6–3, [10–8].

## Teste di serie
1. Luke Johnson /  Skander Mansouri (semifinale)
2. Sergio Martos Gornés /  Petros Tsitsipas (campioni)

1. Roman Jebavý  /  David Vega Hernández (primo turno)
2. Vasil Kirkov /  Patrik Niklas-Salminen (finale)

## Wildcard
1. Anthony Popyrin /  Yusuf Qaed (primo turno)

1. Sathi Reddy Chirala /  Fabio Fognini (primo turno)

## Alternate
1. Daniel Rincón /  Abedallah Shelbayh (quarti di finale, ritirati)

## Tabellone

### Legenda
| - Q = Qualificato - WC = Wild card - LL = Lucky loser | - ALT = Alternate - SE = Special Exempt - PR = Protected Ranking | - w/o = Walkover - r = Ritirato - d = Squalificato |

|  | Primo turno | Primo turno                 | Primo turno              | Primo turno | Primo turno |  |  | Quarti di finale | Quarti di finale            | Quarti di finale            | Quarti di finale            | Quarti di finale            |   |      | Semifinali | Semifinali                          | Semifinali               | Semifinali                            | Semifinali |   |      | Finale | Finale | Finale | Finale | Finale |  |
|  |             |                             |                          |             |             |  |  |                  |                             |                             |                             |                             |   |      |            |                                     |                          |                                       |            |   |      |        |        |        |        |        |  |
|  | 1           | L Johnson S Mansouri        | L Johnson S Mansouri     | 6           | 6           |  |  |                  |                             |                             |                             |                             |   |      |            |                                     |                          |                                       |            |   |      |        |        |        |        |        |  |
|  |             | I Sabanov M Sabanov         | I Sabanov M Sabanov      | 3           | 2           |  |  | 1                | L Johnson S Mansouri        | L Johnson S Mansouri        | L Johnson S Mansouri        | w/o                         |   |      |            |                                     |                          |                                       |            |   |      |        |        |        |        |        |  |
|  | WC          | A Popyrin Y Qaed            | A Popyrin Y Qaed         | 2           | 1           |  |  |                  | M-A Hüsler A Ritschard      | M-A Hüsler A Ritschard      | M-A Hüsler A Ritschard      |                             |   |      |            |                                     |                          |                                       |            |   |      |        |        |        |        |        |  |
|  |             | M-A Hüsler A Ritschard      | M-A Hüsler A Ritschard   | 6           | 6           |  |  |                  |                             |                             |                             |                             |   |      | 1          | L Johnson S Mansouri                | 6                        | 1                                     | [9]        |   |      |        |        |        |        |        |  |
|  | 4           | V Kirkov P Niklas-Salminen  | 6                        | 4           | [10]        |  |  |                  |                             | 4                           | V Kirkov P Niklas-Salminen  | 3                           | 6 | [11] |            |                                     |                          |                                       |            |   |      |        |        |        |        |        |  |
|  |             | L Margaroli G Oliveira      | 4                        | 6           | [8]         |  |  | 4                | V Kirkov P Niklas-Salminen  | V Kirkov P Niklas-Salminen  | V Kirkov P Niklas-Salminen  | w/o                         |   |      |            |                                     |                          |                                       |            |   |      |        |        |        |        |        |  |
|  | Alt         | D Rincón A Shelbayh         | 7                        | 65          | [10]        |  |  | Alt              | D Rincón A Shelbayh         | D Rincón A Shelbayh         | D Rincón A Shelbayh         |                             |   |      |            |                                     |                          |                                       |            |   |      |        |        |        |        |        |  |
|  |             | D Džumhur N Fatić           | 61                       | 7           | [3]         |  |  |                  |                             |                             |                             |                             |   |      | 4          | Vasil Kirkov Patrik Niklas-Salminen | 6                        | 3                                     | [8]        |   |      |        |        |        |        |        |  |
|  | WC          | SR Chirala F Fognini        | SR Chirala F Fognini     | 1           | 3           |  |  |                  |                             |                             |                             |                             |   |      |            |                                     | 2                        | Sergio Martos Gornés Petros Tsitsipas | 3          | 6 | [10] |        |        |        |        |        |  |
|  |             | M Bortolotti A Giannessi    | M Bortolotti A Giannessi | 6           | 6           |  |  |                  | M Bortolotti A Giannessi    | M Bortolotti A Giannessi    | 6                           | 6                           |   |      |            |                                     |                          |                                       |            |   |      |        |        |        |        |        |  |
|  |             | A Dougaz D Svrčina          | 6                        | 2           | [10]        |  |  |                  | A Dougaz D Svrčina          | A Dougaz D Svrčina          | 3                           | 4                           |   |      |            |                                     |                          |                                       |            |   |      |        |        |        |        |        |  |
|  | 3           | R Jebavý D Vega Hernández   | 2                        | 6           | [5]         |  |  |                  |                             |                             |                             |                             |   |      |            | M Bortolotti A Giannessi            | M Bortolotti A Giannessi | 4                                     | 1          |   |      |        |        |        |        |        |  |
|  |             | T Matsui K Uesugi           | 62                       | 6           | [11]        |  |  |                  |                             | 2                           | S Martos Gornés P Tsitsipas | S Martos Gornés P Tsitsipas | 6 | 6    |            |                                     |                          |                                       |            |   |      |        |        |        |        |        |  |
|  |             | F Bergevi M Veldheer        | 7                        | 3           | [9]         |  |  |                  | T Matsui K Uesugi           | T Matsui K Uesugi           | 4                           | 3                           |   |      |            |                                     |                          |                                       |            |   |      |        |        |        |        |        |  |
|  |             | B Harris R Molleker         | 2                        | 7           | [7]         |  |  | 2                | S Martos Gornés P Tsitsipas | S Martos Gornés P Tsitsipas | 6                           | 6                           |   |      |            |                                     |                          |                                       |            |   |      |        |        |        |        |        |  |
|  | 2           | S Martos Gornés P Tsitsipas | 6                        | 62          | [10]        |  |  |                  |                             |                             |                             |                             |   |      |            |                                     |                          |                                       |            |   |      |        |        |        |        |        |  |